# Abrahámovce, Bardejov
Abrahámovce este o comună slovacă, aflată în districtul Bardejov din regiunea Prešov. Localitatea se află la altitudinea de 267 m deasupra n.m., se întinde pe o suprafață de 5,9 km2 și în 2017 număra 353 de locuitori.

## Istoric
Localitatea Abrahámovce este atestată documentar din 1427.

## Demografie
| An:                | 1994 | 2004   | 2014   | 2024    |
| ------------------ | ---- | ------ | ------ | ------- |
| Număr de persoane: | 362  | 341    | 368    | 321     |
| Diferență:         |      | −5,80% | +7,91% | −12,77% |

| An:                | 2023 | 2024   |
| ------------------ | ---- | ------ |
| Număr de persoane: | 325  | 321    |
| Diferență:         |      | −1,23% |